# Cybaeopsis macaria
Espèce
Synonymes
- Callioplus macarius Chamberlin, 1947

Cybaeopsis macaria est une espèce d'araignées aranéomorphes de la famille des Amaurobiidae.

## Distribution
Cette espèce est endémique des États-Unis. Elle se rencontre au Washington et en Oregon.

## Description
Le mâle mesure 4 mm et la femelle 5,2 mm.

## Publication originale
- Chamberlin, 1947 : A summary of the known North American Amaurobiidae. Bulletin of the University of Utah, vol. 38 no 8, p. 1-31.